# Antike Numismatik

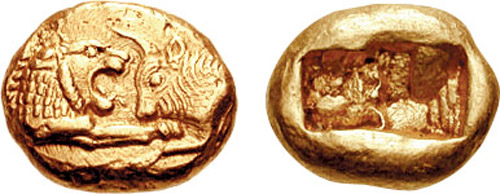
Frühe kleinasiatische Münze (Goldstater) aus der Zeit des Kroisos, Mitte des 6. Jahrhunderts v. Chr.

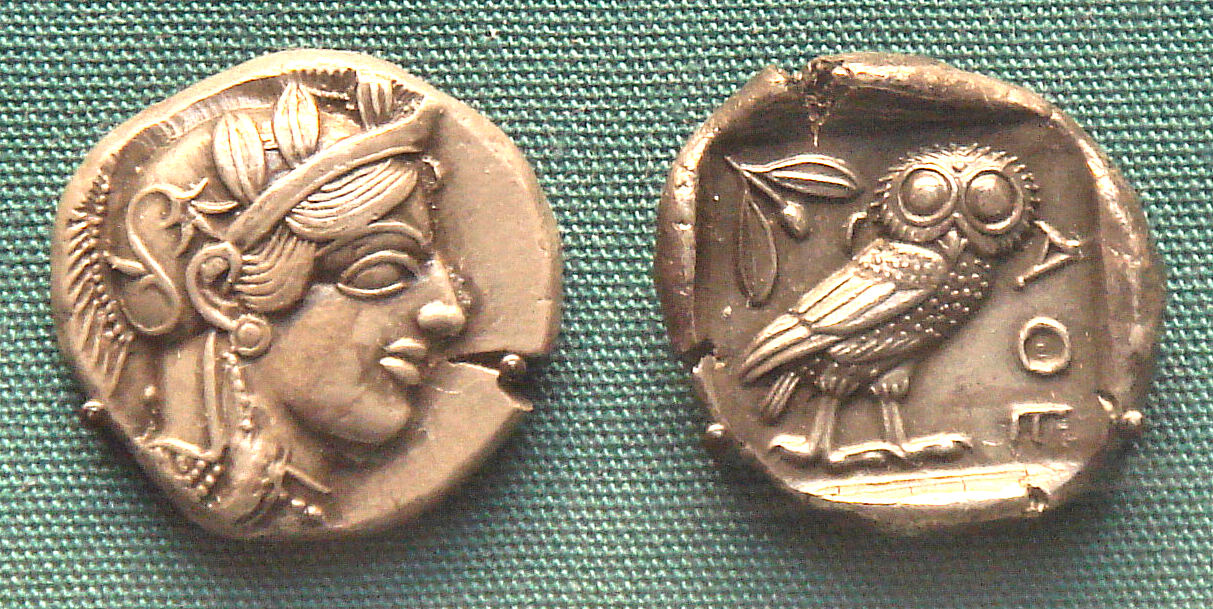
Frühe Drachme aus Athen mit Athene und Eule

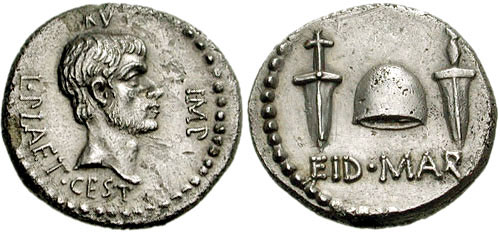
Politische Darstellung auf einer römischen Münze: Denar des Marcus Iunius Brutus mit Hinweis auf die Ermordung Caesars („EID MAR-Münze“)

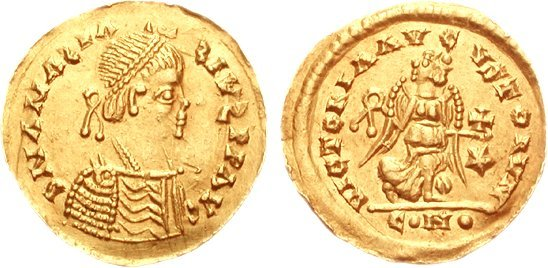
Tremissis des Theoderich

Die Antike Numismatik ist ein Teilgebiet der Münzkunde (Numismatik), das sich mit den Münzen der klassischen Antike (altgriechische und römische Währung) sowie ihrer Randkulturen befasst.

## Gegenstand
Gegenstand der antiken Numismatik sind alle Münzen von ihren frühesten Erscheinungsformen im 7. Jahrhundert v. Chr. bis zum Frühmittelalter, darunter auch Vorgeldformen, Medaillons und Kontorniaten. Dies umfasst nicht nur griechische und römische Münzen, sondern auch die Prägungen benachbarter Kulturen dieser Zeit, darunter orientalische Reiche, Lyder, Perser, Parther, Sassaniden, hellenistische Monarchien sowie deren graeco-baktrische und griechisch-indische Sonderformen (zum Beispiel Kuschana). Weitere Sonderbezirke der Forschung stellt etwa die jüdische Numismatik oder die karthagische Münzprägung dar.
In Europa gehören zur antiken Numismatik neben iberischen auch west- und ostkeltische Münzen, Nachprägungen der Germanen sowie anderer Nachbarn des griechisch-römischen Kulturgebiets.
Prägungen der Völkerwanderungszeit und byzantinische Münzen leiten schließlich über in die mittelalterliche Numismatik.

## Methoden
Antike Münzen können auf vielfältige Weise Einblicke in die Geschichte geben. Die antike Numismatik ist eingebettet in zahlreiche Nachbardisziplinen, die sich bemühen, ihre Ergebnisse einzubeziehen. Die einzelne Münze kann auf ihr Gewicht und ihre Metallzusammensetzung untersucht werden und gibt Einblicke in die Währungs-, Wirtschafts- und Sozialgeschichte. Untersucht werden neben der Herstellungstechnik auch die Organisation der Prägestätten sowie künstlerische Entwicklungen. Münzbilder und -legenden liefern Erkenntnisse zur politischen, Verfassungs-, Religions- und Geistesgeschichte. Durch die Analyse von Fundmünzen erforscht die antike Numismatik den Währungsumlauf und die Chronologie von Siedlungen, Befestigungen und Fundstätten kriegerischer Ereignisse. Erst die Auswertung von Fündmünzen im archäologischen Kontext ermöglicht die Bedeutung und Funktion von Münzen in verschiedenen Lebenssituationen der antiken Menschen zu ermitteln. Befundorientierte Studien haben zuletzt das große Potential dieser Forschungsrichtung aufgezeigt.

## Forschung und Lehre
Die antike Numismatik stellt heute ein altertumswissenschaftliches Spezialgebiet dar, welches an der Schnittstelle zwischen Archäologie und Alter Geschichte angesiedelt ist. Analog dazu wird antike Numismatik in universitärer Lehre und Forschung in der Alten Geschichte (meist mit der Epigraphik und der Papyrologie zu den Hilfswissenschaften der Altertumskunde zusammengefasst) und in der Klassischen Archäologie betrieben. In Deutschland bestehen Lehrstühle oder Institute in Frankfurt und Tübingen. An letztgenanntem Ort stellt die institutionelle Verbindung zwischen Numismatischer Arbeitsstelle, Klassischer Archäologie und Universitätsmünzsammlung ein besonderes Merkmal dar. In Wien wurde bereits 1965 unter Robert Göbl das heutige Institut für Numismatik und Geldgeschichte begründet. Weitere Schwerpunkte oder bedeutende Sammlungen bestehen in Köln, Münster, Salzburg, Bern und Zürich.

## Sammlungen und Münzkabinette

### Große europäische Sammlungen
- Department of coins and medals im British Museum
- Cabinet des Médailles der Bibliothèque Nationale
- Münzsammlung des Museo Nazionale Romano
- Numismatisches Museum Athen
- Münzkabinett Berlin

### Im deutschsprachigen Raum
- Bundessammlung von Münzen, Medaillen und Geldzeichen, Wien
- Staatliche Münzsammlung München
- Münzkabinett Winterthur[9]
- Kölner Münzsammlung am Institut für Altertumskunde (besonders alexandrinische Münzen)[10]
- Münzkabinett im Rheinischen Landesmuseum Trier
- Die Münzsammlung des Instituts für Klassische Archäologie an der Universität Tübingen zählt über 20.000 Objekte, darunter 8.000 griechische Münzen.[11]
- Museum August Kestner in Hannover

## Zeitschriften
- The Numismatic Chronicle, London (seit 1838)
- Revue Numismatique, Paris (seit 1836)
- Revue Belge de Numismatique, Bruxelles (seit 1842)
- Zeitschrift für Numismatik, Berlin (1874–1935)
- Rivista Italiana di Numismatica, Mailand (seit 1888)
- Jahrbuch für Numismatik und Geldgeschichte, München (seit 1949)
- Geldgeschichtliche Nachrichten (seit 1966)
- Numismatische Zeitschrift, Wien (1870–1937, seit 1949)
- Italia Numismatica (seit 1949)
- Numismatica, Rom (seit 1935)
- Numizmatikai Közlöny, Budapest (seit 1902)
- Schweizerische Numismatische Rundschau (1891–1923, seit 1925)
- Schweizer Münzblätter, Basel (seit 1949)